# Saint-Aoustrille
Saint-Aoustrille è un comune francese di 167 abitanti situato nel dipartimento dell'Indre nella regione del Centro-Valle della Loira.

## Società

### Evoluzione demografica
Abitanti censiti